# Сокиринецька сільська рада (Чортківський район)
Сокирине́цька сільська́ ра́да — колишня адміністративно-територіальна одиниця та орган місцевого самоврядування в Чортківському районі Тернопільської області. Адміністративний центр — с. Сокиринці.

## Загальні відомості
Сокиринецька сільська рада утворена в 1939 році.
- Територія ради: 1,27 км²
- Населення ради: 253 особи (станом на 2001 рік)
- Територією ради протікає річка Збруч

## Населені пункти
Сільській раді були підпорядковані населені пункти:
- с. Сокиринці

## Історія
Сільська рада утворена у вересні 1939 року.
1 грудня 2020 року увійшла до складу Гусятинської селищної громади.

## Географія
Сокиринецька сільська рада межувала з Босирівською та Коцюбинчицькою сільськими радами — Чортківського району.

## Склад ради

### Керівний склад попередніх скликань

#### Голови ради
| Прізвище, ім'я, по батькові   | Основні відомості | Дата обрання | Дата звільнення |
| ----------------------------- | ----------------- | ------------ | --------------- |
| Ільчишин Степан Володимирович | Сільський голова  | 1990         | 1994            |
| Ільчишин Степан Володимирович | Сільський голова  | 1994         | 1998            |
| Венгер Марія Ярославівна      | Сільський голова  | 1998         | 2002            |
| Венгер Марія Ярославівна      | Сільський голова  | 2002         | 2006            |
| Хмиз Ярослав Андрійович       | Сільський голова  | 2006         | 2010            |
| Хмиз Ярослав Андрійович       | Сільський голова  | 26.03.2006   | 31.10.2010      |
| Хмиз Ярослав Андрійович       | Сільський голова  | 31.10.2010   | 25.10.201       |
| Хмиз Ярослав Андрійович       | Сільський голова  | 25.10.2015   | 01.12.2020      |

#### Секретарі ради
| Прізвище, ім'я, по батькові  | Основні відомості | Дата обрання | Дата звільнення |
| ---------------------------- | ----------------- | ------------ | --------------- |
| Когут Людмила Михайлівна     | Секретар          | 1990         | 1994            |
| Когут Людмила Михайлівна     | Секретар          | 1994         | 1998            |
| Крупніцька Оксана Михайлівна | Секретар          | 1998         | 2002            |
| Маслій Оксана Володимирівна  | Секретар          | 2002         | 2006            |
| Угрин Ольга Михайлівна       | Секретар          | 2006         | 2010            |
| Угрин Ольга Михайлівна       | Секретар          | 2010         | 2015            |
| Угрин Ольга Михайлівна       | Секретар          | 2015         | 2020            |

### Депутати

#### VII скликання
За результатами місцевих виборів 2015 року депутатами ради стали:
1. Горобець Надія Зеновіївна
2. Бодяк Алла Іванівна
3. Виросток Катерина Олегівна
4. Козловська Тетяна Миколаївна
5. Кріцак Марія Юріївна
6. Угрин Михайло Володимирович
7. Хмиз Андрій Ярославович
8. Угрин Ольга Михайлівна
9. Хмиз Марія Зеновіївна
10. Когут Галина Петрівна
11. Найда Михайло Юліянович
12. Вейко Марія Миколаївна

#### VI скликання
За результатами місцевих виборів 2010 року депутатами ради стали:
1. Михалічук Сергій Іванович
2. Слободян Ольга Іванівна
3. Хамрик Ганна Йосипівна
4. Козловська Тетяна Миколаївна
5. Крисюк Володимир Леонідович
6. Кравцов Анатолій Володимирович
7. Угрин Михайло Володимирович
8. Угрин Ольга Михайлівна
9. Хмиз Марія Зеновіївна
10. Мосьондз Леся Ярославівна
11. Найда Михайло Юліанович
12. Кріцак Марія Юріївна

#### V скликання
За результатами місцевих виборів 2006 року депутатами ради стали:
1. Козловський Василь Володимирович
2. Маслій Оксана Володимирівна
3. Хамрик Ганна Йосипівна
4. Файницька Олена Богданівна
5. Кравцов Анатолій Володимирович
6. Файницький Богдан Васильович
7. Угрин Михайло Володимирович
8. Угрин Ольга Михайлівна
9. Хоботюк Світлана Іванівна
10. Мосьондз Леся Ярославівна
11. Хреник Надія Василівна
12. Ільчишин Володимир Степанович

#### IV скликання
За результатами місцевих виборів 2002 року депутатами ради стали:
1. Стецюк Ганна Йосипівна
2. Маслій Оксана Володимирівна
3. Хамрик Ганна Йосипівна
4. Файніцька Олена Богданівна
5. Твардовський Володимир Іванович
6. Файницький Роман Володимирович
7. Когут Михайло Васильович
8. Файницький Богдан Васильович
9. Угрин Ольга Михайлівна
10. Хоботюк Світлана Іванівна
11. Пашко Степан Володимирович
12. Слободян Ольга Іванівна
13. Ільчишин Надія Іванівна

#### III скликання
За результатами місцевих виборів 1998 року депутатами ради стали:
1. Горобець Ярослав Петрович
2. Маслій Оксана Володимирівна
3. Виросток Софія Павлівна
4. Твардовська Оксана Мирославівна
5. Цьомко Михайло Дмитрович
6. Файніцький Роман Володимирович
7. Гейда Євгенія Дмитрівна
8. Прокопів Володимир Дмитрович
9. Титюк Володимир Дмитрович
10. Юзик Марія Петрівна
11. Круп′як Галина Тарасівна
12. Буряковський Йосип Іванович
13. Слободян Йосип Іванович
14. Хреник Надія Василівна
15. Гелюх Степан Іванович

#### II скликання
За результатами місцевих виборів 1994 року депутатами ради стали:
1. Юзик Марія Петрівна
2. Твардовська Оксана Мирославівна
3. Михалічук Іван Ількович
4. Когут Людмила Михайлівна
5. Прокопів Володимир Дмитрович
6. Кравцов Анатолій Володимирович
7. Грабець Богдан Петрович
8. Хоботюк Іван Романович
9. Слободян Ольга Іванівна
10. Когут Олег Омельянович

#### I скликання
За результатами місцевих виборів 1990 року депутатами ради стали:
1. Юзик Марія Петрівна
2. Радь Ігор Федорович
3. Кравцов Анатолій Володимирович
4. Грабець Богдан Петрович
5. Виросток Софія Павлівна
6. Когут Людмила Михайлівна
7. Файніцька Олена Богданівна
8. Титюк Володимир Михайлович
9. Хреник Володимир Іванович
10. Когут Михайло Миколайович
11. Хмиз Марія Зеновіївна
12. Цьомко Романія Дмитрівна
13. Слободян Ольга Іванівна
14. Ільчишин Степан Володимирович
15. Угрин Михайло Володимирович